# Бајон (Атлантски Пиринеји)
Бајон (фр. Bayonne, баск. Baiona) град је на крајњем југозападу Француске у региону Нова Аквитанија. Административно припада департману Атлантски Пиринеји. Подручје око Бајона се сматра француским делом Баскије.
Кроз Бајона се спајају реке Адур и Нив.
По подацима из 2006. године број становника у граду је био 44.406, а густина насељености је износила 2048 становника/km².
Место Бајон је познато по бајонетима. Наиме, средином 17. века сељаци из околине Бајона су стављали ловачке ножеве на врхове мускета, претварајући их у неку врсту копља, када би им понестало барута. Тако је ово оружје добило име бајонет.

## Географија

### Клима
| Клима (Бајон)               | Клима (Бајон) | Клима (Бајон) | Клима (Бајон) | Клима (Бајон) | Клима (Бајон) | Клима (Бајон) | Клима (Бајон) | Клима (Бајон) | Клима (Бајон) | Клима (Бајон) | Клима (Бајон) | Клима (Бајон) | Клима (Бајон)    |
| Показатељ \ Месец           | .Јан.         | .Феб.         | .Мар.         | .Апр.         | .Мај.         | .Јун.         | .Јул.         | .Авг.         | .Сеп.         | .Окт.         | .Нов.         | .Дец.         | .Год.            |
| --------------------------- | ------------- | ------------- | ------------- | ------------- | ------------- | ------------- | ------------- | ------------- | ------------- | ------------- | ------------- | ------------- | ---------------- |
| Апсолутни максимум, °C (°F) | 23,4 (74,1)   | 28,9 (84)     | 29,7 (85,5)   | 28,6 (83,5)   | 34,8 (94,6)   | 38,7 (101,7)  | 39,8 (103,6)  | 37,3 (99,1)   | 37,0 (98,6)   | 32,2 (90)     | 26,1 (79)     | 25,1 (77,2)   | 39,8 (103,6)     |
| Средњи максимум, °C (°F)    | 12,0 (53,6)   | 12,8 (55)     | 15,0 (59)     | 16,2 (61,2)   | 19,6 (67,3)   | 22,1 (71,8)   | 24,1 (75,4)   | 24,7 (76,5)   | 23,2 (73,8)   | 20,0 (68)     | 15,1 (59,2)   | 12,5 (54,5)   | 17,4 (63,3)      |
| Просек, °C (°F)             | 8,1 (46,6)    | 9,0 (48,2)    | 10,0 (50)     | 11,7 (53,1)   | 14,6 (58,3)   | 17,3 (63,1)   | 19,8 (67,6)   | 19,9 (67,8)   | 18,6 (65,5)   | 15,6 (60,1)   | 11,0 (51,8)   | 8,5 (47,3)    | 13,7 (56,7)      |
| Средњи минимум, °C (°F)     | 4,8 (40,6)    | 5,0 (41)      | 7,0 (44,6)    | 8,5 (47,3)    | 11,6 (52,9)   | 14,6 (58,3)   | 16,7 (62,1)   | 17,0 (62,6)   | 14,5 (58,1)   | 11,9 (53,4)   | 7,7 (45,9)    | 5,5 (41,9)    | 9,9 (49,8)       |
| Апсолутни минимум, °C (°F)  | −12,7 (9,1)   | −11,5 (11,3)  | −7,2 (19)     | −1,3 (29,7)   | 3,3 (37,9)    | 5,3 (41,5)    | 9,2 (48,6)    | 8,6 (47,5)    | 5,3 (41,5)    | 0,8 (33,4)    | −5,7 (21,7)   | −8,5 (16,7)   | −12,7 (9,1)      |
| Количина падавина, mm (in)  | 143,2 (56,38) | 122,7 (48,31) | 121,7 (47,91) | 132,9 (52,32) | 121,0 (47,64) | 90,9 (35,79)  | 65,1 (25,63)  | 102,3 (40,28) | 124,6 (49,06) | 135,7 (53,43) | 174,2 (68,58) | 148,7 (58,54) | 1.482,9 (583,82) |
| [ тражи се извор ]          |               |               |               |               |               |               |               |               |               |               |               |               |                  |

## Демографија
| 1962.  | 1968.  | 1975.  | 1982.  | 1990.  | 2011.  |
| ------ | ------ | ------ | ------ | ------ | ------ |
| 36.941 | 42.743 | 42.938 | 41.381 | 40.051 | 44.331 |

## Партнерски градови
- Кутаиси
- Хидра
- Памплона
- Дејтона Бич
- Велико Трново
- Лоспиталет де Љобрегат
- Бејон
- Кајани
- Њиређхаза
- Асколи Пичено
- Фаро